# Горно Добреноец
Горно Добреноец или книжовно Горно Добреновец (изписване преди 1945 Добрѣновецъ, на македонска литературна норма: Горно Добреноец; на албански: Dobrenoeci i Epërm) е село в община Кичево, в западната част на Северна Македония.

## География
Селото е разположено в областта Горна Копачка.

## История
В XIX век Горно Добреноец е чисто българско село в Кичевска каза на Османската империя. В „Етнография на вилаетите Адрианопол, Монастир и Салоника“, издадена в Константинопол в 1878 година и отразяваща статистиката на населението от 1873 година, Добреновец (Dobrénovetz) (Горно и Долно) е посочено като село с 32 домакинства със 139 жители българи.
Според статистиката на Васил Кънчов („Македония. Етнография и статистика“) към 1900 година в Добреноец (Горно и Долно) живеят 500 българи-християни.
На Етнографската карта на Битолския вилает на Картографския институт в София от 1901 година Добреноец е чисто българско село в Кичевската каза на Битолския санджак с 40 къщи.
Цялото село e под върховенството на Българската екзархия. По данни на секретаря на екзархията Димитър Мишев („La Macédoine et sa Population Chrétienne“) в 1905 година в Добреноец (Горно и Долно) има 488 българи екзархисти.
При избухването на Балканската война в 1912 година 9 души от Добреноец (Горно Долно) са доброволци в Македоно-одринското опълчение. Селото остава в Сърбия след Междусъюзническата война в 1913 година.
На етническата си карта на Северозападна Македония в 1929 година Афанасий Селишчев отбелязва Добреновец (Горно и Долно) като българско село.
В 1938 година, според надписа на ная, започва изграждането на църквата „Свети Никола“. Дело е на майстор Алексо от мияшките села. Във вътрешността на църквата има иконостас, на който са поставени 6 големи и 13 малки икони.
Според преброяването от 2002 година Горно Добреноец има 56 жители македонци.
От 1996 до 2013 година селото е част от община Другово.

## Личности
Родени в Горни Добреноец
- Александър Спасов, български революционер от ВМОРО, четник на Арсо[9]
- Бимбил Секулов, български революционер от ВМОРО, четник на Георги Сугарев[10]
- Драган Василески (1954 – 2011), хидролог
- Сафран Груйо, българин, православен, арестуван преди април 1904 година, обвинен в „присъединяване към българските разбойници с бунтовническа цел“, осъден от Извънредния съд, лежал в Битолския затвор, амнистиран с общата амнистия от 12 април 1904 година, от Горно или Долно Добреноец[11]